# Astoria (Dakota Południowa)
Astoria – miasto w Stanach Zjednoczonych, w stanie Dakota Południowa, w hrabstwie Deuel.